# ルイ・ラコンブ
ピエール・ルイ・トルィヨン＝ラコンブ（Pierre Louis Trouillon-Lacombe, 1818年11月26日 - 1884年9月30日）は、フランスのピアニスト、作曲家。

## 生涯

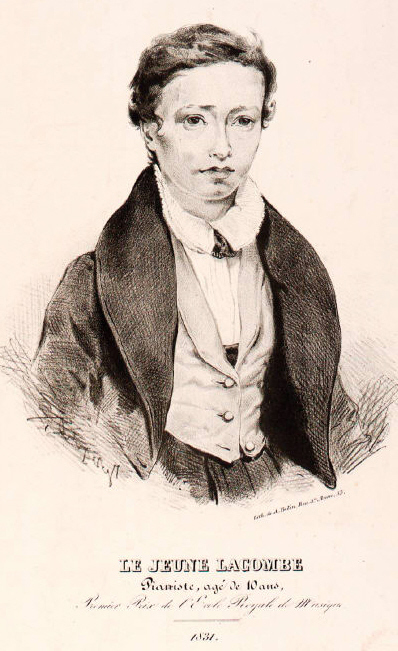
1831年、ピアノの1等賞を獲得した12歳のラコンブ

ラコンブはブールジュに生まれた。歌手で作曲家のフェリチータ・カゼッラは妹である。彼は幼少期から非凡な音楽の才能を現しており、まもなく神童として持て囃されるようになった。1829年から1832年にかけてパリ音楽院でピエール・ジメルマンの下でピアノを学び、1831年にはわずか12歳にしてピアノ演奏で1等賞を獲得した。音楽院を卒業すると西ヨーロッパへの演奏旅行を開始し、1834年にはウィーンにおいてカール・チェルニーに作曲を、イグナーツ・フォン・ゼイフリートとジーモン・ゼヒターに音楽理論を師事した。1830年代が終わるころにはパリに居を構え、最初の妻と結婚した。2人目の妻は1869年に結婚した歌手のアンドレア・ファーベル（Andrea Favel）である。
パリでは、ラコンブはまずヴィルトゥオーゾピアニストとして頭角を現したが、次第に作曲や音楽評論へと軸足を移していった。彼の評論は一部が遺作集の「Philosophie et musique」（1896年）に再掲載された。
ラコンブの楽曲のうち最初に出版されたのは、ピアノ五重奏曲、三重奏曲やピアノ小品などであった。彼は独唱や合唱を伴う劇的な交響曲を数多く作曲しており、カンタータ「Sapho」は1878年のパリ万博で演奏された。また彼は数曲のオペラも作曲しているが、生前に上演されたのはわずか2作品であった。「La madone」はそれぞれの幕に音楽的連続性があり、洗練された管弦楽法、わずかな対話部からなる完全に現代的な作品であった。しかしながら、初日の評判は熱のこもらないものだったと記録されている。2幕形式の喜劇的作品である「Madame Boniface」は、彼の晩年の1883年に上演された。おそらく彼の最良の作品は、死後に初演を迎えた4幕形式のグランド・オペラ「Winkelried」（1892年）である。新グローヴオペラ事典において、スティーヴン・ヒューブナー（Steven Huebner）はこう記している。「音楽的にはこの作品はもっと良い評価を受ける価値のあるものである。同時代のフランスオペラに非常に多く見られるように、この作品も完全にグノーの影響下に置かれる。形式的には保守的ながらも、管弦楽法と和声の様式は豊かで（中略）感動的なホモリズムの合唱によって、『Winkelried』からはスイスの愛国的感情がよく伝わってくるのである。」
ラコンブはイギリス海峡に面した小さな町、サン＝ヴァースト＝ラ＝ウーグで65年の生涯を終えた。

## 主要作品

### オペラ
| タイトル                           | ジャンル         | 幕数 | 台本                                         | 初演地                          | 初演年        |
| La madone                          | オペラ・コミック | 1幕  | P.F. de Carmouche                            | パリ、Théâtre Lyrique           | 1892年2月17日 |
| Winkelried                         | オペラ           | 4幕  | L. Bonnemère & Moreau-Sainti                 | ジェノヴァ、Grand Théâtre       | 1892年2月17日 |
| Madame Boniface                    | オペラ           | 3幕  | E. Dupré & Clairville                        | パリ、Théâtre Bouffes-Parisiens | 1883年秋      |
| Le tonnelier de Nuremberg          | オペラ・コミック | 2幕  | シャルル・ニュイッテル、E.T.A.ホフマンによる | コブレンツ                      | 1897年3月7日  |
| Le Corrigane, ou La reine des eaux | オペラ           | 3幕  | シャルル・ニュイッテル                       | ゾンデルスハウゼン              | 1901年3月14日 |
| Le festin de pierre                | コミック・オペラ | 1幕  | Clairville                                   | ゾンデルスハウゼン              | 1902年3月21日 |

### 管弦楽曲
- 演奏会用序曲 ロ短調 Op.91
- 劇的交響曲「マンフレッド Manfred」（1847年）
- 劇的交響曲「Arva, ou les Hongrois」 （1850年）
- 劇的交響曲「Sapho」 （1878年）
- ハンガリー幻想曲「Lassan et Friss」
- ヴァイオリンと管弦楽のための「Au tombeau d’un héros」
- 序曲「Mitternacht」

### 室内楽曲
- ピアノ三重奏曲 ニ短調 Op.12
- ピアノ五重奏曲 嬰ヘ短調 Op.26 （ピアノ、ヴァイオリン、オーボエ、ファゴットもしくはチェロ、チェロもしくはコントラバスの編成または弦楽器のみの編成）
- ピアノ三重奏曲 イ短調 Op.41
- 弦楽四重奏曲　ハ長調 「Le château」 Op.92
- ヴァイオリンとピアノのための9つの小品
- 他に多数のピアノ伴奏による器楽曲がある

### ピアノ曲
- 大カプリースもしくは幻想ソナタ ヘ長調 Op.1
- カプリース「Les Adieux à la patrie」 Op.2
- 6つの「様式と技巧の練習曲」 Op.10
- Le retour du guerrier Op.14
- 大練習曲集 Op.19
- ベッリーニの「テンダのベアトリーチェ」による演奏会用大幻想曲 Op.20
- 華麗なるポロネーズ ニ長調 Op.21
- Les Harmonies de la nature Op.22
- 幻想的ロンド Op.36
- オクターヴによる大練習曲 Op.40
- 演奏会用練習曲 ハ長調 Op.43
- コラールと演奏会用大練習曲 Op.45
- 2つのノクターン Op.50
- 6つのロマンスと無言歌 Op.52
- 即興曲 Op. 62
- トルコ行進曲
- 単純なメロディ
- 涙と笑顔 Larmes et sourires
- 練習曲集

### 宗教音楽
- ミサ曲、小ミサ曲など15作品

### 合唱曲
- オルガン伴奏、オーケストラ伴奏、無伴奏による多くの楽曲とカンタータ

### 歌曲
- 100曲に及ぶピアノ伴奏歌曲